# Манріке де Лара

Герб роду Манріке де Лара

Дім де Лара (Casa de Lara) — одна з найбільш знатних родин Кастильського королівства. Родинна легенда називає родоначальником сеньйорів Лара одного з синів Гарсії Фернандеса Кастильського. Взагалі засновником династії Лара історики вважають Гонсало Фернандеса, одного з перших графів Кастилії.